# Clarence Knickman
Clarence "Roy" Knickman est un coureur cycliste sur route américain né le 23 juin 1965 à Mineola (New York) ou Ventura (Californie), selon les sources.
Il est intronisé au Temple de la renommée du cyclisme américain en 2017.

## Biographie
Roy Knickman participe aux Jeux olympiques d'été de 1984 à Los Angeles dans l'épreuve du 100 km par équipes aux côtés de ses coéquipiers Ron Kiefel, Davis Phinney et Andrew Weaver et remporte la médaille de bronze.

## Palmarès

### Par années
- 1982
  -  Champion des États-Unis de cyclo-cross
  -  Champion des États-Unis sur route juniors
  - 3e du Giro della Lunigiana
- 1983
  -  Champion des États-Unis sur route juniors
  - Vöslauer Jugend Tour :
    - Classement général
    - 1re étape

  -  Médaillé d'argent du championnat du monde de poursuite par équipes juniors
  -  Médaillé de bronze du championnat du monde de poursuite juniors
  -  Médaillé de bronze du championnat du monde du contre-la-montre par équipes juniors
  - 5e du championnat du monde sur route juniors
- 1984
  -  Champion des États-Unis de cyclo-cross
  - Commonwealth Bank Classic
  -  Médaillé de bronze du contre-la-montre par équipe des Jeux olympiques
- 1985
  - Tour de Bisbee
  - Vulcan Tour :
    - Classement général
    - 2e étape

  - Mammoth Classic
  - 3e étape du Tour du Texas
  - 2e de la Milk Race
  - 2e du Berliner Etappenfahrt
- 1986
  - 1re étape de la Vancouver Coors Pacific
  - 3e de la Vancouver Coors Pacific
- 1987
  - Mammoth Classic
  - 7e étape du Critérium du Dauphiné libéré
  - 7e étape du Tour de Suisse
  - 2e étape du Tour de Bisbee
  - 2e du championnat des États-Unis sur route
  - 2e du Tour de Bisbee
  - 5e de la Coors Classic
- 1988
  - 4e étape du Tour de Floride (contre-la-montre par équipes)
  - 4ea étape de la Coors Classic
- 1989
  - 2e étape du Tour du Texas
- 1990
  - 2e de la Killington Stage Race
- 1991
  - Killington Stage Race :
    - Classement général
    - 3e étape
- 1992
  - 2e étape du Tour de la Willamette
- 1993
  - 3e étape du Tour de la Willamette
  - 2e du Tour de la Willamette
  - 2e du Tour de Bisbee
- 1998
  - 1re étape du Tour de la Willamette
  - 2e étape des Reddings Three Days
  - 3e étape de la Fitchburg Longsjo Classic

## Résultats sur les grands tours

### Tour de France
2 participations
- 1988 : hors délais (18e étape)
- 1989 : hors délais (18e étape)

### Tour d'Italie
3 participations
- 1986 : 72e
- 1988 : disqualifié (12e étape)
- 1990 : abandon (16e étape)